# فيكتوريا برايس
فيكتوريا برايس (بالإنجليزية: Victoria Price)‏ هي كاتبة سير وكاتِبة أمريكية، ولدت في 27 أبريل 1962 في سانتا مونيكا في الولايات المتحدة.

## وصلات خارجية
- الموقع الرسمي
- فيكتوريا برايس على موقع IMDb (الإنجليزية)